# Ning Zetao
Ning Zetao (chinois : 宁泽涛), né le 6 mars 1993 à Zhengzhou, est un nageur chinois spécialiste des épreuves de nage libre. En 2015 à Kazan, il devient le premier nageur chinois à remporter le titre mondial sur 100 m nage libre en devançant Cameron McEvoy et Federico Grabich.
Aux Jeux asiatiques de 2014, il remporte le titre sur 50 m, 100 m et sur les relais 4 × 100 m, nage libre et mixte. Il établit au passage un nouveau record d'Asie sur 100 m nage libre. 
En avril 2011, il est testé positif au clenbutérol et subit une suspension des compétitions pendant un an.